# Baitang, Fujian
Baitang (kinesiska: 白塘) är en köping i sydöstra Kina. Den ligger i stadsdistriktet Hanjiang i staden Putian i provinsen Fujian, omkring 73 kilometer söder om provinshuvudstaden Fuzhou. Antalet invånare är 46 490. Befolkningen består av 23 057 kvinnor och 23 433 män. Barn under 15 år utgör 14,0 %, vuxna 15-64 år 77 %, och äldre över 65 år 7,0 %.